# Ptecticus posticus
Ptecticus posticus är en tvåvingeart som först beskrevs av Christian Rudolph Wilhelm Wiedemann 1830.  Ptecticus posticus ingår i släktet Ptecticus och familjen vapenflugor. Inga underarter finns listade i Catalogue of Life.